# اوشنگتس (شهرستان چارنکوو-تژچیانکا)
اوشنگتس (به لهستانی:  Osiniec) یک روستا در لهستان است که در گمینا تژچیانکا واقع شده‌است.